# St. Salvator (Untersiemau)

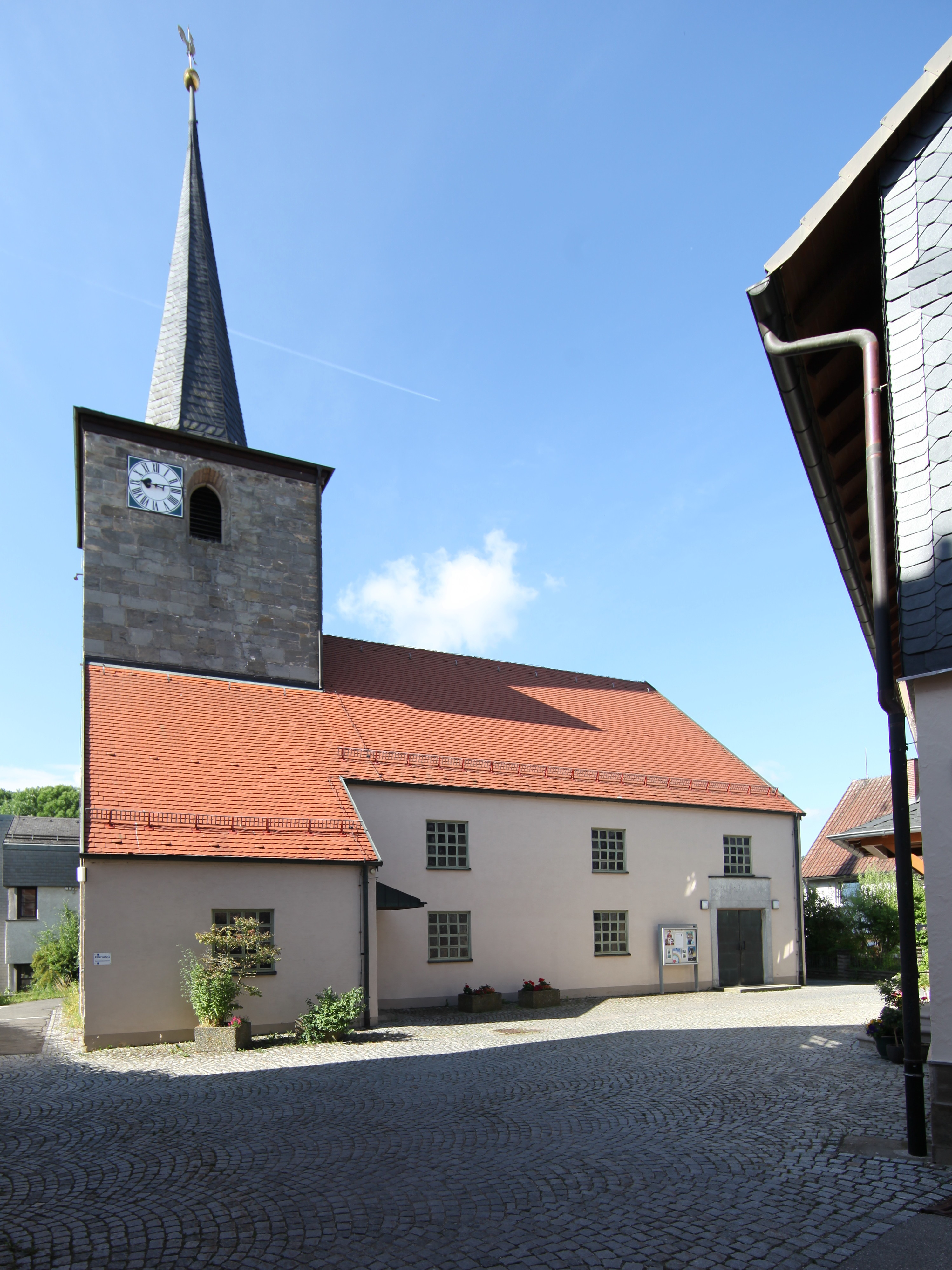
Pfarrkirche St. Salvator Untersiemau

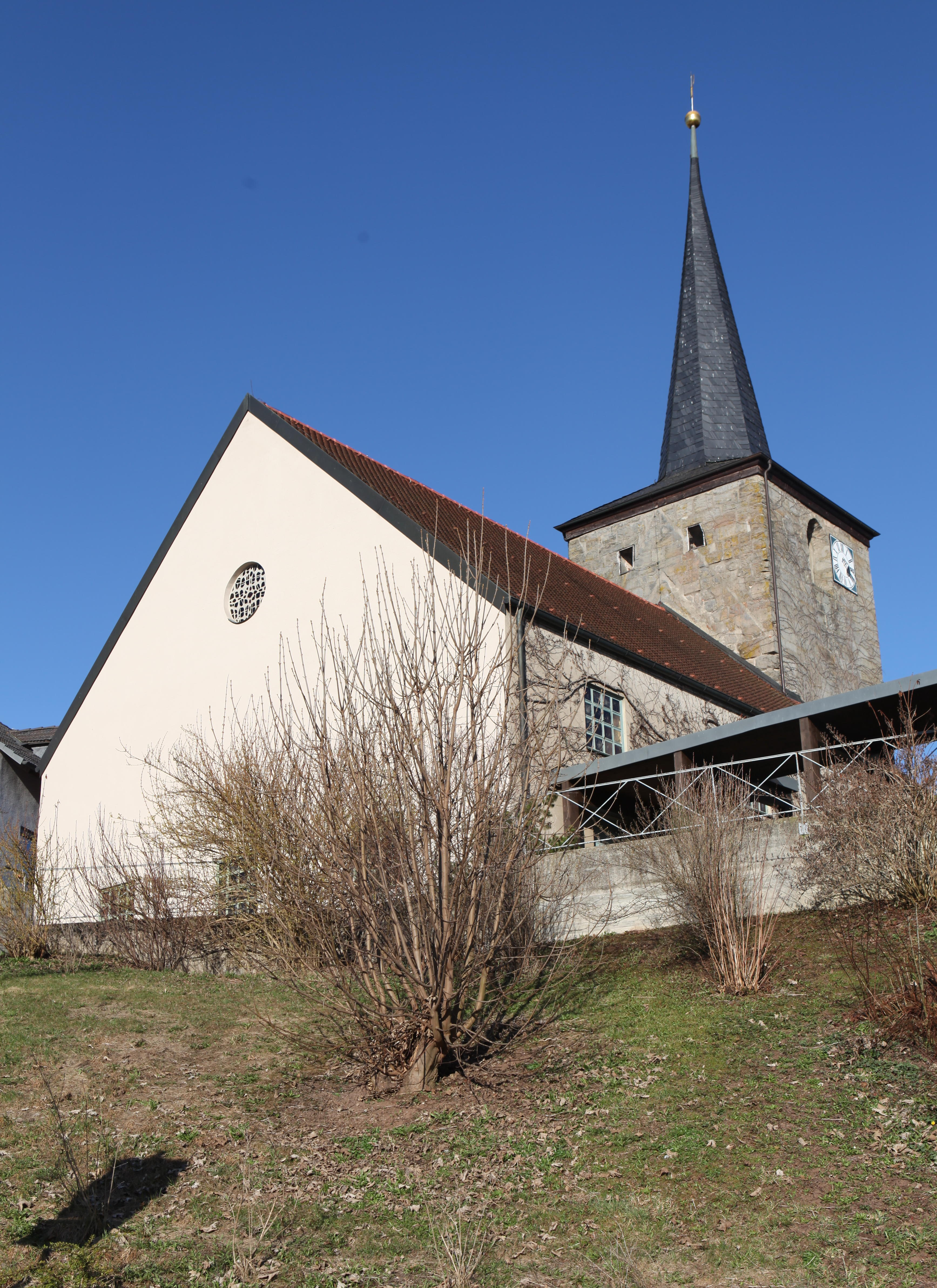
Westfassade

Die evangelisch-lutherische Pfarrkirche St. Salvator im oberfränkischen Untersiemau im Landkreis Coburg geht auf eine Stiftung von 1392 zurück.

## Geschichte
1392 stifteten Petzold und Götz sowie ihre Vettern Hermann und Nentwig von Schenk zu Siemau ein Kirchlein in Untersiemau. Am 6. Mai 1392 bestätigte der Würzburger Fürstbischof Graf Gerhard von Schwarzburg das von den Schenken zu Siemau in der Johanniskapelle zu Untersiemau errichtete Messbenefizium und die Gründung einer Lokalkaplanerei. Die Mutterpfarrei war im rund fünf Kilometer entfernten Altenbanz, wo auch weiterhin die Verstorbenen bestattet wurden. 1417 folgten als Stiftung durch Anna und Götz von Schenk zu Siemau ein Pfarrhaus und die Messpfründe für den Pfarrer. Bis Mitte des 15. Jahrhunderts wurde Siemau schließlich zur Pfarrei erhoben. Der Kern des Kirchturms entstand um 1500. Im Bauernkrieg 1525 wurden die Kirche in Brand gesteckt. Nachdem der Dorfherr Lorenz von Schenk zu Siemau im Jahr 1521 die lutherische Lehre angenommen hatte, folgte 1527 die Pfarrei, die mit ihrem Sprengel aus der Großpfarrei Altenbanz austrat.
Im Verlauf des Dreißigjährigen Krieges zerstörten 1632 kaiserliche Truppen auch die Kirche. 1653 ließ der Wilhelm von Könitz als neuer Patronatsherr das Gotteshaus wiederherstellen und stellte es unter das Salvatorpatrozinium. Nach einer Kollekte, die sowohl innerhalb als auch außerhalb des Fürstentums Coburg durchgeführt wurde, erfolgte 1677 der Aufbau des Kirchturmes. Erhöhungen des Kirchenschiffes zur Aufstockung der Emporen veranlasste der Kirchenpatron 1687 und 1705. 1694 befanden sich drei Glocken im Kirchturm.
Ab 1880 war die Pfarrei Scherneck mit Untersiemau zusammengeschlossen. 1946 bekam Scherneck wieder einen eigenen Seelsorger und wurde zwei Jahre später erneut selbstständig.
1864 wurde die Sakristei durch einen Neubau ersetzt. 1910 ließ die Gemeinde eine umfangreiche Instandsetzung und Umgestaltung für 8.800 Mark durchführen, 1922 folgte eine Sanierung des Kirchturms. Bauschäden führten 1967/68 zu einem Abbruch und Neubau des Langhauses und der Sakristei sowie zu einer Instandsetzung des Kirchturmes. Die Planung stammte vom Schwürbitzer Architekten Herbert Fischer, die Kosten betrugen rund 370.000 Deutsche Mark. Am 22. Dezember 1968 war die Einweihung.

## Baubeschreibung
Die Chorturmkirche steht in Ortsmitte auf einer kleinen Anhöhe zwischen der Straße nach Lichtenfels und Siemauer Mühlbach. Der Chorraum im Turmsockelgeschoss ist 3,9 Meter lang und 3,7 Meter breit. Er wird von einem spätgotischen Kreuzrippengewölbe überspannt und von einem rundbogigen Fenster in der Ostseite belichtet.
Der Kirchturm besteht aus Quadermauerwerk ohne Zwischengesimse. Er hat im ersten Obergeschoss an der Ost- und Südseite je eine Lichtspalte, im zweiten Obergeschoss an der Ostseite ein späteres, großes Korbbogenfenster, im dritten Obergeschoss mit der Glockenstube an der Ost-, Nord- und Südseite je ein altes großes Spitzbogenfenster und an der Westseite zwei jüngere, kleine Rechteckfenster. Der oberen Abschluss bildet ein verschieferter achteckiger Spitzhelm. Ein rundbogiger Triumphbogen verbindet den Chor mit dem Langhaus.
Das alte Langhaus war 11,3 Meter lang und 8,1 Meter breit und hatte dreigeschossige Emporen. Der Innenraum wurde von einer verputzten Flachdecke überspannt, die ein Gemälde aus dem 18. Jahrhundert mit den Apokalyptischen Reitern schmückte.
Das neue, sehr schlichte Langhaus ist niedriger, aber breiter als der Vorgängerbau. Es hat ein mit roten Ziegeln gedecktes Satteldach und eine verschalte Dachuntersicht aus Holz. Eine eingeschossige Empore ist an der Süd- und Westseite vorhanden. An den drei Bauwerksseiten sind jeweils drei Fensterachsen mit quadratischen Sprossenfenstern angeordnet. An der Nordseite des Kirchturms ist die Sakristei angebaut.

## Ausstattung
Die Kanzel, der Altar und der Taufstein sind Werke des Untersteinbacher Künstlers Reinhart Fuchs. Der Taufstein steht hinter dem Altar im Chor. Unter dem Kirchenschiff befindet sich eine Gruft mit den letzten Bestattungen derer von Könitz, Hermann und seine Frau Pauline.
An der Chorsüdwand steht ein Grabmal aus Sandstein mit einer Inschrift für Christoffel Schenk von und zu Siemau († 1557) und seine Gattin Anna geb. Schettin († 1556). Es zeigt in einer umrahmten Rundbogenblende das Kruzifix anbetend links den gerüsteten Ritter von Siemau, hinter ihm drei Söhne und rechts die Gattin und hinter ihr zwei Töchter.

## Glocken
Im Kirchturm befinden sich zwei Glocken, die im 18. Jahrhundert bei Johann Andreas Mayer aus Coburg gegossen worden waren. Die größere mit 100 Zentimeter Durchmesser und dem Schlagton G entstand 1776 mit zwei Rokokofriesen und Namen derer von Könitz. 1784 folgte eine Glocke mit dem Schlagton A mit 81 Zentimeter Durchmesser, mit einem Rokoko- und Palmettenfries, einem Wappen mit Fischkopf und Namen derer von Könitz sowie der Aufschrift „DEM GROSSEN GOTT ALLEYN SOLL RUHM UND EHRE SEYN“. Eine dritte Glocke entstand 1752. Sie hatte den Schlagton D, 68 Zentimeter Durchmesser und trug den Namen Johann Jacob Luther. Am 22. Oktober 1918 wurden die Bronzeglocken abgenommen, zu einem Einschmelzen kam es aber nicht mehr. Am 6. Januar 1942 folgte die erneute Abnahme der beiden kleinen Glocken. Die Glocke mit 81 Zentimeter Durchmesser kehrte 1948 zurück. 1955 wurde eine neue Glocke mit 124 Zentimeter Durchmesser und 1033 Kilogramm Masse bei der Glockengießerei Bachert gegossen.

## Orgel
Für 1683 ist erstmals eine kleine Orgel als Stiftung belegt, die 1687 und 1705 erweitert wurde.
1893 baute der Coburger Orgelbauer Anton Hasselbarth eine Barockorgel mit elf Registern völlig um auf pneumatische Kegelladen. Von zwölf Registern auf zwei Manualen und Pedal wurden etwa sieben ganz oder teilweise und das Gehäuse der alten Orgel übernommen. Das Instrument hatte einen fünfteiligen Prospekt mit drei Türmen und Zwischenfeldern. Nach dem Neubau des Kirchenschiffes 1968 stellte die Orgelbaufirma Rieger eine neue, relativ kleine, kompakte Orgel auf mit zwei Manualen, Pedal und elf Registern. Die Orgel steht auf der Empore in einem Rechteckgehäuse mit einem offenen Pfeifenprospekt. Dieser ist in drei Abschnitte gegliedert, der mittlere enthält den Diskant des Hauptwerks, darüber befindet sich das Oberwerk.

## Pfarrei
Die Kirchengemeinde hat rund 1500 Mitglieder (Stand: 2016), im Jahr 1992 waren 1856. Zum Kirchensprengel gehören neben Untersiemau die Orte Obersiemau, Birkach am Forst und Weißenbrunn am Forst. Obersiemau gehörte ursprünglich kirchlich und schulisch zu Buch am Forst, dessen nördlicher Ortsteil mit Kirche und Schule im Herzogtum Coburg lag.  In einem zwischen Bayerns Ministerpräsidenten Maximilian von Montgelas und Prinz Leopold von Sachsen-Coburg-Saalfeld ausgehandelten Staatsvertrag des Jahres 1811 wurde Buch am Forst schließlich Bayern zugesprochen und Obersiemau kam in der Folge zum Untersiemauer Kirchensprengel.